# Tsaone Sebele
Tsaone Bakani Sebele (* 27. Oktober 1993) ist eine botswanische Leichtathletin, die sich auf den Sprint spezialisiert hat.

## Sportliche Laufbahn
Erste internationale Erfahrungen sammelte Tsaone Sebele bei den Afrikaspielen 2015 in Brazzaville, bei denen sie im 100-Meter-Lauf in 11,82 s den achten Platz belegte und über 200 Meter mit 23,79 s im Halbfinale ausschied. 2017 nahm sie an der Sommer-Universiade in Taipeh teil, erreichte dort über 100 Meter das Viertelfinale, in dem sie mit 11,90 s ausschied. Auch mit der botswanischen 4-mal-100-Meter-Staffel konnte sie sich in 48,40 s nicht für das Finale qualifizieren. Zudem konnte sie im 200-Meter-Lauf ihr Rennen nicht beenden. 2018 wurde sie bei den Afrikameisterschaften in Asaba in 11,83 s Siebte und erreichte mit der 4-mal-400-Meter-Staffel in 3:42,16 min den vierten Platz. Bei den IAAF World Relays 2019 in Yokohama konnte sie das Rennen mit der 4-mal-100-Meter-Staffel im Vorlauf nicht beenden. Im August nahm sie erneut an den Afrikaspielen in Rabat teil und erreichte dort über 100 und 200 Meter jeweils das Halbfinale, in dem sie über 100 Meter mit 11,85 s ausschied, während sie ihr Rennen über 200 Meter nicht beenden konnte. 2022 konnte sie ihren Vorlauf über 100 Meter bei den Afrikameisterschaften in Port Louis nicht beenden. Anschließend schied sie bei den Commonwealth Games in Birmingham mit 11,71 s im Halbfinale über 100 Meter aus. 2024 belegte sie bei den Afrikaspielen in Accra in 11,78 s den achten Platz über 100 Meter und gelangte über 200 Meter mit 23,76 s auf Rang fünf. Im Juni gelangte sie bei den Afrikameisterschaften in Douala mit 11,45 s auf den fünften Platz über 100 Meter und kam im Finale über 200 Meter nicht ins Ziel. Zudem belegte sie im Staffelbewerb in 44,69 s den vierten Platz.
In den Jahren 2019 und von 2022 bis 2024 wurde Sebele botswanische Meisterin im 100-Meter-Lauf sowie 2021 und 2024 über 200 Meter sowie von 2022 bis 2024 auch in der 4-mal-100-Meter-Staffel.

## Persönliche Bestzeiten
- 100 Meter: 11,25 s (+1,6 m/s), 30. April 2022 in Gaborone
- 150 Meter: 17,25 s (+0,5 m/s), 25. Januar 2022 in Potchefstroom (nationale Bestleistung)
- 200 Meter: 22,84 s (+0,1 m/s), 25. Juni 2024 in Douala (botswanischer Rekord)